# Энтруп, Максимилиан
Максимилиа́н Э́нтруп (нем. Maximilian Entrup; 25 июля 1997, Австрия) — австрийский футболист, нападающий клуба ЛАСК и сборной Австрии.

## Карьера
Энтруп является воспитанником клуба «Флоридсфдорф», до прихода в него в 2012 году, тренировался в ведущих футбольных академиях Вены. С 2015 года — игрок основной команды. 6 ноября 2015 года дебютировал в первой Австрийской лиге в поединке против «Лиферинга». Всего в дебютном сезоне провёл на поле 18 встреч, забил три мяча, первый из них, ставший первым же карьерным провёл 11 марта 2016 года провёл в ворота «Аустрии Лустенау».
Перед сезоном 2016/17 подписал контракт с венским «Рапидом» сроком до июня 2019 года. 31 июля 2016 года дебютировал в австрийской Бундеслиге в поединке против «Альтаха», выйдя на замену на 77-й минуте вместо Срджана Граховаца.
В 2016 году Энтруп также дебютировал в юношеской сборной Австрии до 19 лет.

## Интересные факты
Поскольку Энтруп в детские годы тренировался в академии «Аустрии», непримеримого соперника «Рапида», сразу после его приобретения он был подвержен нападкам фанатских группировок. Фанаты «Рапида» неоднократно посвящали ему свои баннеры и закидывали его бутылками, скандируя нелицеприятные кричалки.